# 吕沙 (维埃纳省)
吕沙（法語：Luchapt，法語發音：[lyʃa]）是法国新阿基坦大区维埃纳省的一个市镇，属于蒙莫里永区。

## 地理
吕沙（46°10'34"N, 0°46'55"E）面积26.39 平方千米，位于法国新阿基坦大区维埃纳省，该省份为法国中西部省份，北起曼恩-卢瓦尔省和安德尔-卢瓦尔省，西接德塞夫勒省，南至夏朗德省，东南接上维埃纳省，东临安德尔省。
与吕沙接壤的市镇（或旧市镇、城区）包括：布卢尔河畔阿涅尔、米亚克、布卢尔德河畔穆泰尔、瓦尔-加尔唐普河谷村。

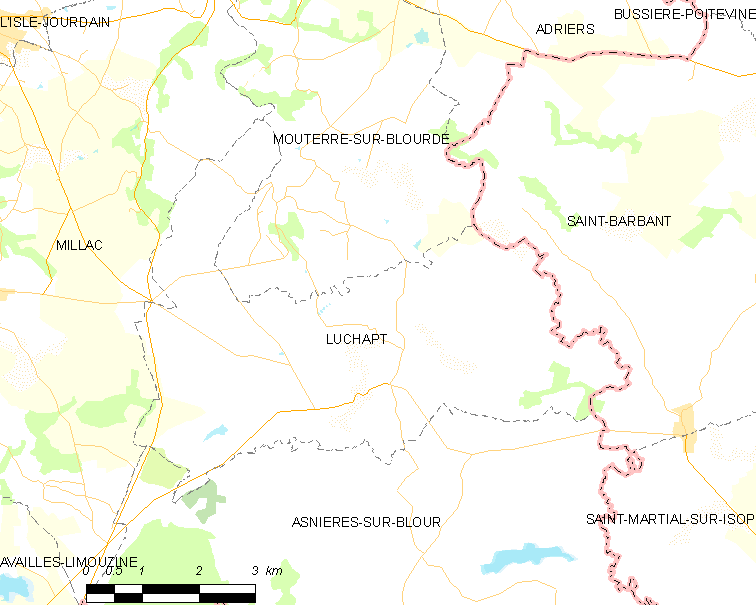
的OSM定位图

吕沙的时区为UTC+01:00、UTC+02:00（夏令时）。

## 行政
吕沙的邮政编码为86430，INSEE市镇编码为86138。

## 政治
吕沙所属的省级选区为吕萨克堡县。

## 人口

1962-2008年间人口变化图示

吕沙于2022年1月1日时的人口数量为248人。